# Irina Slavina (journaliste)
Pour les articles homonymes, voir Irina Slavina et Slavina.
Irina Viatcheslavovna Mourakhtaïeva (en russe : Ирина Вячеславовна Мурахтаева), née Kolebanova le 8 janvier 1973 à Gorki (URSS) et morte le 2 octobre 2020 à Nijni Novgorod (Russie), publiant sous le nom d'Irina Slavina, est une journaliste russe. 

## Biographie

### Carrière
En 2015, Irina Slavina fonde le média en ligne indépendant Koza.Press, qui couvre l'actualité de l'oblast de Nijni Novgorod,. 
Selon Current Time TV (en), un tribunal de Nijni Novgorod condamne Irina Slavina en mars 2019 à une amende de 20 000 roubles, la déclarant coupable d'avoir organisé une marche non déclarée à la mémoire de Boris Nemtsov. 
En août 2019, une plaque commémorative à la mémoire de Joseph Staline est dévoilée dans la ville de Chakhounia — pour le 140e anniversaire de sa naissance. Irina Slavina suggère sur Facebook de renommer Chakhounia, en supprimant les premières lettres de son nom pour en faire un mot grossier (en russe),,,,. En octobre 2019, le centre "E" du ministère de l'Intérieur de Russie ouvre une enquête pour manque de respect envers les autorités et la société (partie 3 de l'article 20. 1 du Code administratif). À l'automne 2019, le tribunal de Nijni Novgorod lui inflige une amende de 70 000 roubles. Selon le fondateur de l'organisation de défense des droits de l'homme Agora (en), Pavel Tchikov, Irina Slavina a été condamnée à la plus forte amende prévue dans ce cas d'infraction. Des collègues et des connaissances de la journaliste suggèrent que cela a été fait dans le but de faire fermer le journal d'opposition dont elle est éditrice.
En juin 2020, elle est accusée de diffuser délibérément des informations fausses sur l'épidémie de COVID-19 : elle a annoncé que l'un des responsables de l'Académie de sambo de la ville de Kstovo avait contracté le SARS-CoV-2 et, de retour d'Europe, avait été en contact avec des dizaines de personnes, dont des visiteurs de l'académie. 
En juillet 2020, Irina Slavina est condamnée à une amende pour avoir publié des informations sur le forum Free People.

### Mort

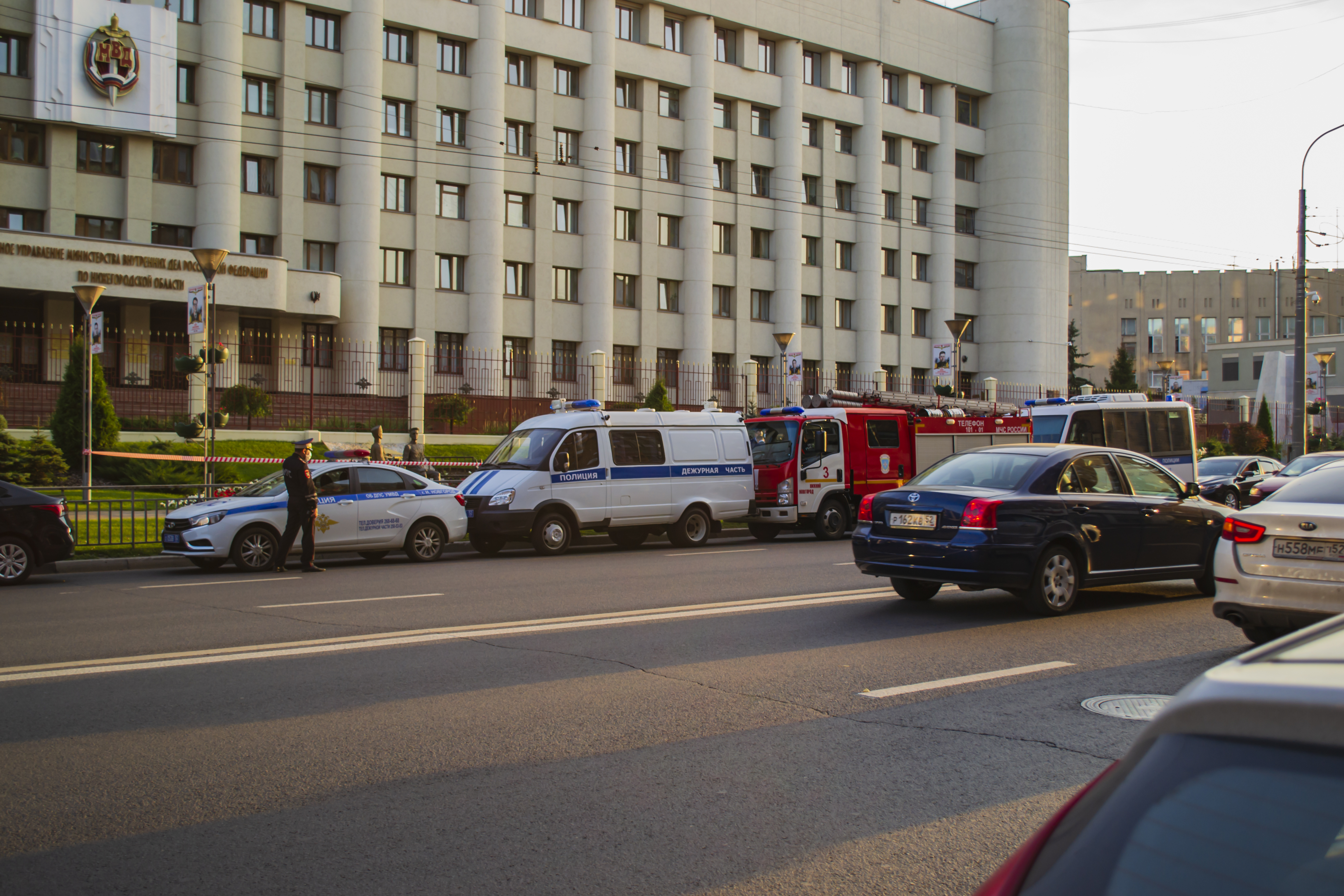
Véhicules d'urgence près du siège de la police de Nijni-Novgorod.

Irina Slavina meurt le 2 octobre 2020 en s'immolant par le feu devant le quartier général de la Préfecture de police de Nijni Novgorod (devant la station de métro Gorkovskaïa),,,. 
Elle avait subi le matin même une perquisition dans une enquête visant l’opposition à Vladimir Poutine. Quelques heures avant sa mort elle avait posté sur son compte Facebook : « Je vous demande de rendre la fédération de Russie responsable de ma mort ».

#### Réactions
Un rassemblement à sa mémoire est organisé le jour de son suicide le 2 octobre 2020.
Son suicide, ou sacrifice, attire l'attention de la presse russe et internationale. Des observateurs notent que la persécution des journalistes indépendants en Russie est associée au désir des autorités de se protéger de la critique,. 
L'opposant au régime Alexeï Navalny déclare : « Une affaire pénale contre Slavina a été fabriquée. Hier, son domicile a été perquisitionné, les portes ont été fracturées et les ordinateurs confisqués... Ils l'ont absolument poussée au suicide ».
Le 23 novembre 2020, le Comité d'enquête russe décide de ne pas ouvrir d'enquête pour incitation au suicide, jugeant que Slavina souffrait apparemment d'un « trouble mixte de la personnalité » et que son acte était « rationnel » et dicté par une « volonté consciente » de mettre fin à ses jours.